# (1321) Majuba
(1321) Majuba est un astéroïde de la ceinture principale découvert le 7 mai 1934 par l'astronome sud-africain Cyril V. Jackson. Il tire son nom d'une colline où eut lieu une bataille en 1881.

## Historique
Le lieu de découverte, par l'astronome sud-africain Cyril V. Jackson, est Johannesburg (UO).
Sa désignation provisoire, lors de sa découverte le 7 mai 1934, était 1934 JH.